# Deuteronomos ochraria
Deuteronomos ochraria là một loài bướm đêm trong họ Geometridae.